# Takanori Miyake
Takanori Miyake (三宅 貴憲 Miyake Takanori?), född 15 februari 1992 i Osaka prefektur, är en japansk fotbollsspelare.
Miyake började sin karriär 2014 i Blaublitz Akita. 2016 flyttade han till Fujieda MYFC.